# Cannondale Bicycle Corporation
A Cannondale Bicycle Corporation é uma empresa fabricante de bicicletas dos Estados Unidos, com sede em Bethel, Connecticut, e com fábrica em Bedford, Pensilvânia. A companhia foi criada no ano de 1971 por Joe Montgomery para a fabricação de artigos para campismo e mais tarde artigos para o cicloturismo. Actualmente, a Cannondale fabrica diferentes tipos de bicicletas, especializando-se em quadros de alumínio em vez do aço, sendo pioneiros na introdução deste material no ciclismo. O nome da empresa vem da temporada de caminho-de-ferro Cannondale em Connecticut.
No final dos anos 90, a Cannondale tentou introduzir no mercado do motociclismo, com uma linha de motocicletas off-road. Um fiasco que supôs a entrada em bancarrota da empresa no ano de 2003. Depois da venda da empresa, a Cannondale centrou-se de novo na produção de bicicletas.

## Produtos

### Quadros de bicicleta

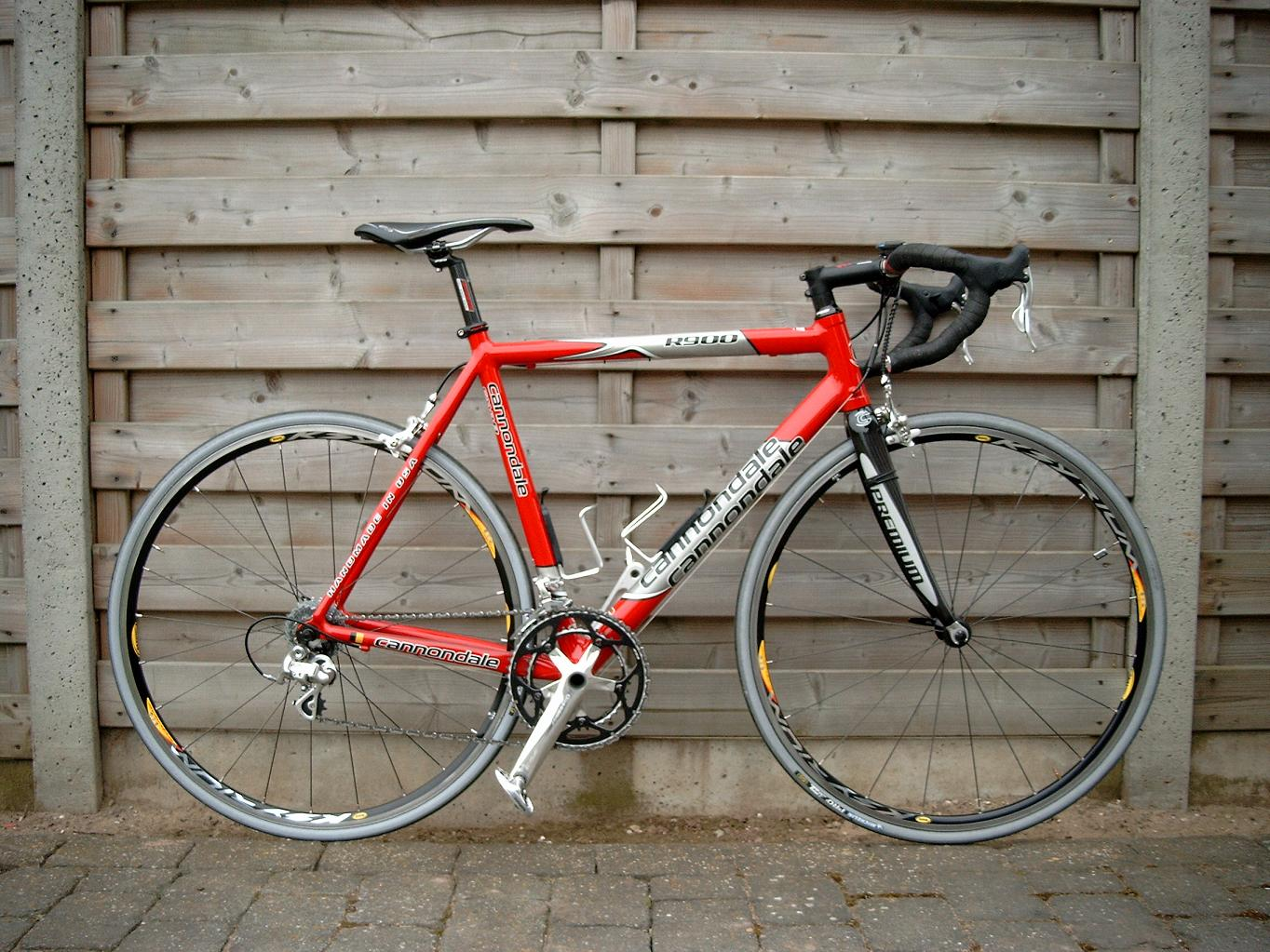
Cannondale R900 (CAAD8)

A Cannondale começou a fabricar quadros para bicicletas no ano de 1983, introduzindo mais tarde a sua faixa de quadros de bicicletas de montanha. Os primeiros modelos desta marca já contavam com canos sobredimensionados, em frente ao encanamento clássico da Reynolds e Columbus, que era mais delgada. Este tipo de quadro foram ganhando com os anos mais adeptos, chegando a converter-se atualmente numa tendência generalizada. Na actualidade fabricam no Taiwan e montam as bicicletas nos Estados Unidos (como a maioria dos fabricantes, têm mudado a sua fabricação a este país por ter um custo inferior de fabricação por mão de obra, etc). Hoje em dia quase todas as marcas fabricam as suas bicicletas no Taiwan ou outros países asiáticos. E o material empregado para as bicicletas de alta faixa costuma ser o carbono, predominando sobre o alumínio que tem sido relegado às bicicletas de menor custo.

#### Montanha

##### Dupla Suspensão
- Claymore
- Jekyll
- Judge
- Perp
- Gemini
- Prophet
- Moto
- Rush
- Scalpel
- Rize
- RZ One Twenty
- RZ One Forty
- Trigger
- super V
- Habit [1]

##### Rígidas
- Taurine
- Caffeine
- Hardtail
- 1FG Ultra
- Chase
- Trail SL
- Flash
- F 800
- F-se

#### Estrada
- Super Six
- Super Six EVO
- Ironman®
- SystemSix
- Six13
- Capo
- CAAD4
- CAAD5
- CAAD6
- CAAD7
- CAAD8
- CAAD9
- CAAD10
- CAAD12
- Cyclocross
- Synapse Carbon

#### Cicloturismo
- Road Warrior
- Confort
- Adventure
- Daytripper®

#### Urbanas
- Street
- Bad Boy
- Capo
- OnBike
- Hooligan

#### Especiais
- Touring
- Tandem

#### Triatlo
- Slice RS
- Slice

## Quadros CAAD
Os quadros CAAD (por "Cannondale Advanced Aluminum Design") são como se denominam comercialmente aos quadros de alumínio da Cannondale. O primeiro quadro de estrada foi criado no ano de 1983. O seu preço era de 3500 dólares incluindo o jogo de quadro e forquilha. O quadro era facilmente reconhecível pelo seus canos sobredimensionados. O cano do selim e os canos dos tirantes eram ovalados, para aumentar a rigidez. Os primeiros quadros estavam disponíveis em só duas cores: vermelho e azul, e pintados com pintura DuPont Imron. A Cannondale conseguiu ser com os seus quadros CAAD o primeiro produtor líder em quadros de alumínio, na época em que os quadros de aço eram os quadros que dominavam o mercado.
Os quadros CAAD vão desde o modelo CAAD2 até à última evolução denominada CAAD12, a cada conjunto de modificações reunidas de várias temporadas vê-se refletida no número adjudicado, os CAAD2, pesavam ao redor de 1850 g em cor baseie, no tamanho 18" (46 cm) .

## Patrocínio no ciclismo
O patrocínio da Cannondale no ciclismo começou da mão da equipa Saeco no final dos anos 90, sendo assim a Cannondale patrocinou a Mario Cipollini durante as quatro vitórias consecutivas no Tour de France do ano 1999. Com bicicletas da Cannondale, ganhou-se quatro vezes o Giro d'Italia, em 1997 com Ivan Gotti, em 2003 com Gilberto Simoni, em 2004 com Damiano Cunego e em 2007 com Danilo Di Luca da equipa italiana Liquigas. Durante as temporadas de 2011 e 2012 a Cannondale foi precisamente o segundo patrocinador desta equipa se denominando Liquigas-Cannondale. A partir de 2013 a empresa passou a ser o principal patrocinador da esquadra italiana chamando-se somente Cannondale Pro Cycling.